# Catalunya en Comú-Podem
Catalunya en Comú-Podem (CatComú-Podem, CeC-P o CECP; en español: Cataluña en Común-Podemos) fue una coalición electoral que se presentó a las elecciones al Parlamento de Cataluña de 2017, formada por Catalunya en Comú, Podem, Barcelona en Comú, Esquerra Unida i Alternativa (hasta su ruptura con IU en 2019) e Iniciativa Catalunya Verds (hasta su disolución en 2019), estando apoyada también por Equo Catalunya. La candidatura fue liderada por Xavier Domènech.
Obtuvo 8 diputados en los comicios: 7 por Barcelona -Xavier Domènech, Elisenda Alamany, Jéssica Albiach, Marta Ribas, Joan Josep Nuet, Susanna Segovia y David Cid- y 1 por Tarragona -Yolanda López-.
En septiembre de 2018, Xavier Domènech dimitió como coordinador de Catalunya en Comú y de Podem, y renunció a su acta de diputado. Entró Marc Parés en sustitución.
En febrero de 2019, Elisenda Alamany pasó a ser diputada no adscrita dejando siete diputados del grupo parlamentario, abandonando su escaño del Parlament más tarde. Joan Josep Nuet también abandonó el Parlament. Lucas Ferro y la entonces coordinadora de Podem, Concepción Abellán, entraron como diputados sustitutos.

Logo reducido.

De cara a las Elecciones generales de España de 2023 se presentan integrados en la candidatura Sumar-Catalunya en Comú-Podem.
|               |            |                 |                 |                   |                   |           |             |               |               |             |       |
| Comicios      | Comicios   | Barcelona       | Barcelona       | Gerona            | Gerona            | Lérida    | Lérida      | Tarragona     | Tarragona     |             | Total |
| Cataluña 2017 | Parlamento | Xavier Domènech | Xavier Domènech | Llorenç Planagumà | Llorenç Planagumà | Sara Vilà | Sara Vilà   | Yolanda López | Yolanda López | 326 360     |       |
| Cataluña 2017 | Parlamento | 5º              | 276 810 8,42 %  | 6º                | 16 482 4,03 %     | 8º        | 9415 3,90 % | 7º            | 23 653 5,35 % | 5º (7,45 %) |       |
| Cataluña 2017 | Parlamento | 7/85            | 7/85            | 0/17              | 0/17              | 0/15      | 0/15        | 1/18          | 1/18          | 8/135       |       |